# Milly-sur-Thérain
Pour les articles homonymes, voir Milly et Thérain (homonymie).
Milly-sur-Thérain est une commune française située dans le département de l'Oise en région Hauts-de-France.

## Géographie

### Localisation
Milly est une commune périurbaine picarde du Beauvaisis située à vol d'oiseau à 10 km au nord-ouest de Beauvais et qui est marquée par la proximité de cette ville-préfecture.
Le sentier de grande randonnée GR 125 passe dans la campagne de Milly-sur-Thérain.
La commune se trouve dans l'aire d'attraction de Beauvais ainsi que dans sa zone d'emploi et dans son bassin de vie.

### Communes limitrophes
Les communes limitrophes sont  Bonnières, Fouquenies, Herchies, La Neuville-Vault, Oudeuil, Pisseleu, Saint-Omer-en-Chaussée, Troissereux, Verderel-lès-Sauqueuse et Villers-sur-Bonnières.
| Villers-sur-Bonnières | Saint-Omer-en-Chaussée | Oudeuil et Pisseleu    |
| Bonnières             | Milly-sur-Thérain      | Verderel-lès-Sauqueuse |
| La Neuville-Vault     | Herchies               | Troissereux            |

### Géologie et relief
La superficie de la commune est de 19,57 km2 ; son altitude varie de 72  à   164 mètres. 

### Hydrographie

#### Réseau hydrographique

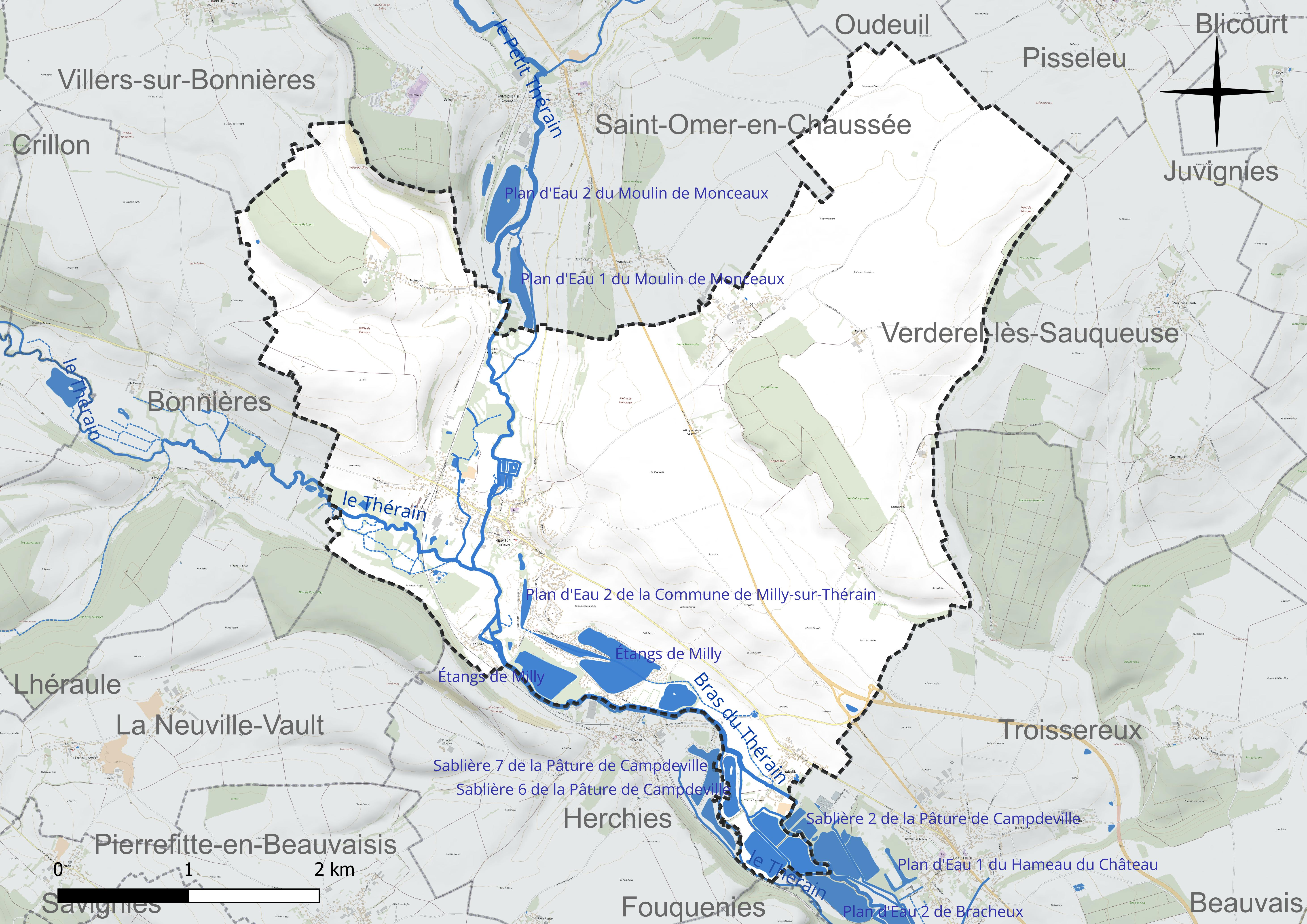
Réseau hydrographique de Milly-sur-Thérain.

La commune est située dans le bassin Seine-Normandie. Elle est drainée par le Thérain, le Petit Therain, le canal du Petit Thérain, le cours d'eau 01 de la commune de Milly-sur-Thérain, le fossé des Prés des Forges, le Thérain, divers bras du Thérain et un autre petit cours d'eau,.
Le Thérain, d'une longueur de 94 km, prend sa source dans la commune de Gaillefontaine et se jette  dans l'Oise à Saint-Leu-d'Esserent, après avoir traversé 43 communes. Les caractéristiques hydrologiques du Thérain sont données par la station hydrologique située sur la commune de Bonnières. Le débit moyen mensuel est de 1,61 m3/s. Le débit moyen journalier maximum est de 7,82 m3/s, atteint lors de la crue du 31 janvier 2021. Le débit instantané maximal est quant à lui de 8,13 m3/s, atteint le même jour.
Le Petit Thérain (ou Thérinet), d'une longueur de 21 km, prend sa source dans la commune de Omécourt  et se jette  dans le Thérain sur la commune, après avoir traversé huit communes. Une dérivation du Petit Thérain a alimenté le Moulin de Milly, mentionné dès 1784 et transformé en minoterie vers 1855. Le syndicat des intercommunalités de la vallée du Thérain (SIVT) a restauré la continuité écologique de la rivière en supprimant cette dérivation en 2024.
Sept plans d'eau complètent le réseau hydrographique : la sablière 4 de la Pâture de Campdeville (8,6 ha), la sablière 5 de la Pâture de Campdeville (6,2 ha), la sablière 6 de la Pâture de Campdeville, d'une superficie totale de 3,6 ha (3,6 ha sur la commune), la sablière 7 de la Pâture de Campdeville, d'une superficie totale de 4,6 ha (0,2 ha sur la commune), le plan d'eau 1 de la commune de Milly-sur-Thérain (4,2 ha), le plan d'eau 2 de la commune de Milly-sur-Thérain (1,7 ha) et les étangs de Milly (15,8 ha),.

#### Gestion et qualité des eaux
Le territoire communal est couvert par le schéma d'aménagement et de gestion des eaux (SAGE) « Sensée ». Ce document de planification concerne un territoire de 1 219 km2 de superficie, délimité par le bassin versant du Thérain. Le périmètre a été arrêté le 27 janvier 2023 et le SAGE proprement dit est, en 2024, en cours d'élaboration. La structure porteuse de l'élaboration et de la mise en œuvre est le syndicat intercommunal de la Vallée du Thérain (SIVT). 
La qualité des cours d'eau peut être consultée sur un site dédié géré par les agences de l'eau et l'Agence française pour la biodiversité. 

### Climat
Pour des articles plus généraux, voir Climat des Hauts-de-France et Climat de l'Oise.
En 2010, le climat de la commune est de type climat océanique dégradé des plaines du Centre et du Nord, selon une étude du CNRS s'appuyant sur une série de données couvrant la période 1971-2000. En 2020, Météo-France publie une typologie des climats de la France métropolitaine dans laquelle la commune est exposée à un climat océanique et est dans la région climatique  Nord-est du bassin Parisien, caractérisée par un ensoleillement médiocre, une pluviométrie moyenne régulièrement répartie au cours de l'année et un hiver froid (3 °C). 
Pour la période 1971-2000, la température annuelle moyenne est de 10,4 °C, avec une amplitude thermique annuelle de 14,1 °C. Le cumul annuel moyen de précipitations est de 709 mm, avec 12,1 jours de précipitations en janvier et 7,9 jours en juillet. Pour la période 1991-2020, la température moyenne annuelle observée sur la station météorologique la plus proche, située sur la commune de Tillé à 9 km à vol d'oiseau, est de 11,0 °C et le cumul annuel moyen de précipitations est de 655,5 mm,. Pour l'avenir, les paramètres climatiques de la commune estimés pour 2050 selon différents scénarios d'émission de gaz à effet de serre sont consultables sur un site dédié publié par Météo-France en novembre 2022.

## Urbanisme

### Typologie
Au 1er janvier 2024, Milly-sur-Thérain est catégorisée commune rurale à habitat dispersé, selon la nouvelle grille communale de densité à sept niveaux définie par l'Insee en 2022.
Elle est située hors unité urbaine. Par ailleurs la commune fait partie de l'aire d'attraction de Beauvais, dont elle est une commune de la couronne,. Cette aire, qui regroupe 162 communes, est catégorisée dans les aires de 50 000 à moins de 200 000 habitants,.

### Occupation des sols

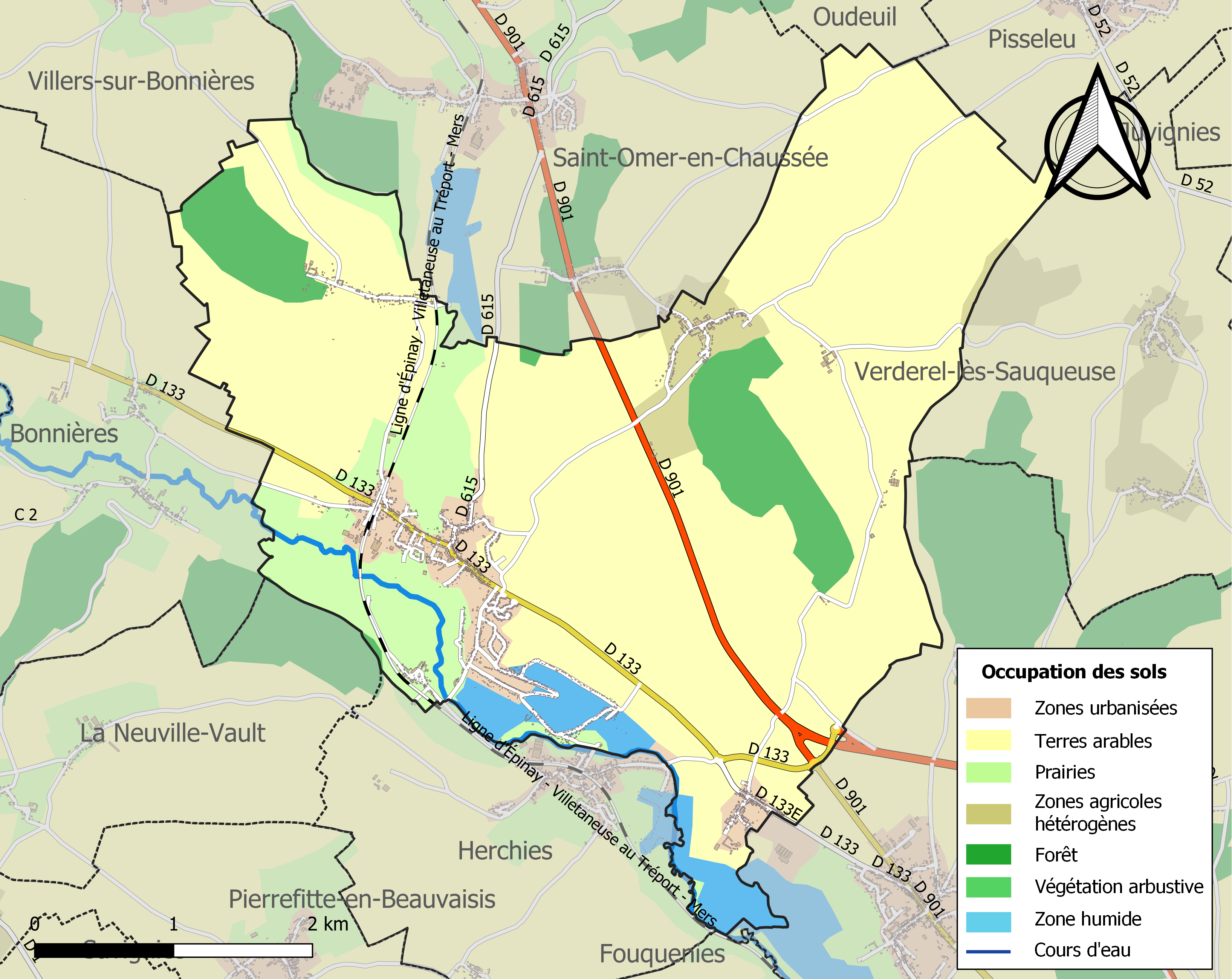
Carte des infrastructures et de l'occupation des sols de la commune en 2018 (CLC).

L'occupation des sols de la commune, telle qu'elle ressort de la base de données européenne d'occupation biophysique des sols Corine Land Cover (CLC), est marquée par l'importance des territoires agricoles (83,9 % en 2018), en diminution par rapport à 1990 (85,4 %). 
La répartition détaillée en 2018 est la suivante : terres arables (70,8 %), prairies (10,5 %), forêts (7,6 %), zones urbanisées (4,8 %), eaux continentales (3,7 %), zones agricoles hétérogènes (2,6 %). 
L'évolution de l'occupation des sols de la commune et de ses infrastructures peut être observée sur les différentes représentations cartographiques du territoire : la carte de Cassini (XVIIIe siècle), la carte d'état-major (1820-1866) et les cartes ou photos aériennes de l'IGN pour la période actuelle (1950 à aujourd'hui).

### Hameaux et écarts

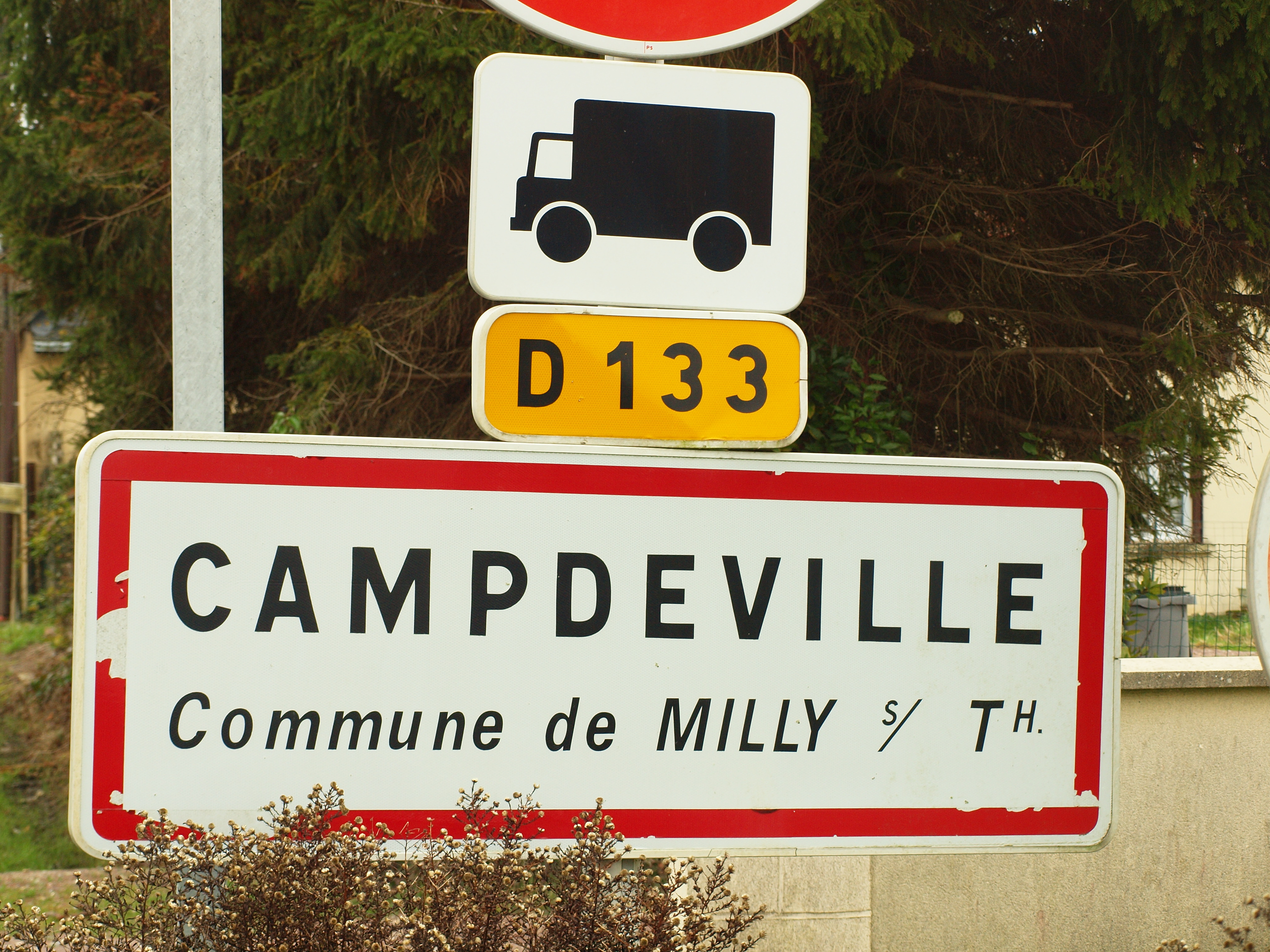

L'habitat de la commune est groupé en plusieurs agglomérations : outre le village de Milly, chef-lieu de la commune, on compte plusieurs hameaux ou écarts :
- Beaupré
- Bury
- Campdeville
- les Cardonnettes
- Courroy
- les Forges
- Moimont

### Habitat et logement
En 2021, le nombre total de logements dans la commune était de 990, alors qu'il était de 754 en 2016 et de 697 en 2011. Parmi ces logements, 79,5 % étaient des résidences principales, 5,3 % des résidences secondaires et 15,2 % des logements vacants. Ces logements étaient pour 85,4 % d'entre eux des maisons individuelles et pour 13,6 % des appartements. Le tableau ci-dessous présente la typologie des logements à Milly-sur-Thérain en 2021 en comparaison avec celle de l'Oise et de la France entière. Une caractéristique marquante du parc de logements est ainsi une proportion de résidences secondaires et logements occasionnels (5,3 %) supérieure à celle du département (2,4 %) mais inférieure à celle de la France entière (9,7 %). 
| Typologie                                               | Milly-sur-Thérain | Oise | France entière |
| ------------------------------------------------------- | ----------------- | ---- | -------------- |
| Résidences principales (en %)                           | 79,5              | 90,5 | 82,2           |
| Résidences secondaires et logements occasionnels (en %) | 5,3               | 2,4  | 9,7            |
| Logements vacants (en %)                                | 15,2              | 7    | 8,1            |

### Voies de communication et transports
Le tracé initial de l'ancienne route nationale 1 (actuelle RD 901) traverse la nord-est du territoire communal. Le bourg est desservi par la RD 133 qui le relie à Beauvais.
La commune est desservie par la gare de Milly-sur-Thérain, sur la ligne d'Épinay - Villetaneuse au Tréport - Mers, desservie par les trains TER Hauts-de-France qui effectuent des missions entre les gares de Beauvais, et d'Abancourt ou du Tréport - Mers.
La commune est desservie, en 2023, par une ligne scolaire et le service de transport à la demande Corolis à la demande - Zone Centre du réseau Corolis ainsi que par les lignes 612, 614, 616, 6103, 6104 et 6113 du réseau interurbain de l'Oise.

## Toponymie

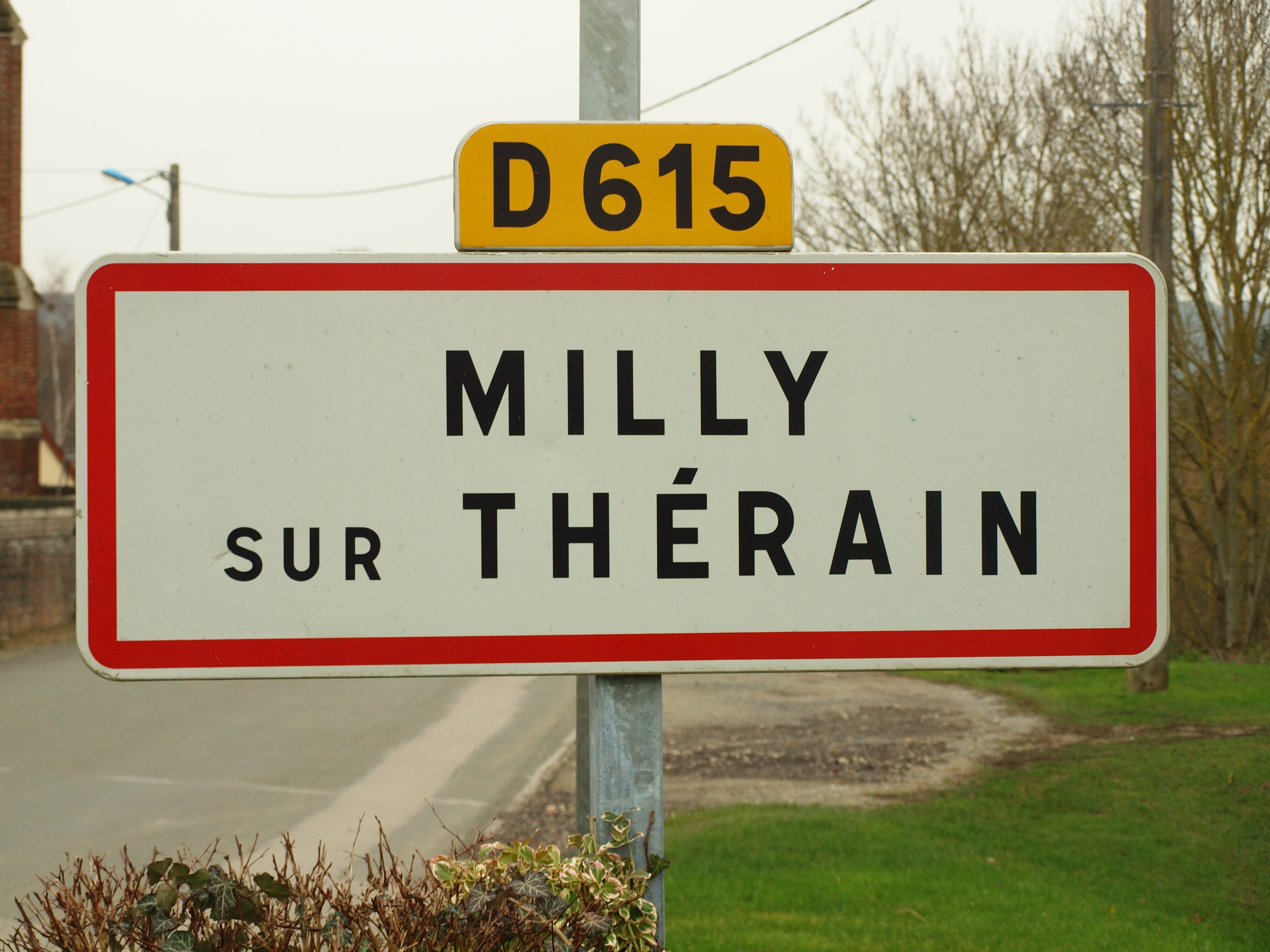

Le nom de la localité est attesté sous les formes « illa quae vocatur Milgiachis quae est in pago Bellovacense » (627) ; de Milliaco (1034) ; juxta Milliacum (vers 1096) ; Melliacum (1125) ; Milleium (1130) ; Miliacum (1136) ; Milliacum (1140) ; Radulfus de miliaco (vers 1145) ; de Miliaco (vers 1147) ; Sasgalo de Milliaco (1161) ; via Milleii (1171) ; Robertus de Milli (1179) ; castrum Milliacense (1183) ; milli (1185) ; prior de Milliaco (XIIe) ; castrum quod milliacum dicitur (1196) ; castrum Miliaci (1219) ; sigillum roberti de milliaco (1229) ; castrum Milliacum (1233) ; Milli in belvassino (XIIIe) ; sigillum guidonis de milliaco (1243) ; Milly (vers 1246) ; Droconis de Millico (1268) ; Droco de Milliaco (1268) ; de Milliaco in belvasino (1268-69) ; Milli (1279) ; men moulin de Milly (1288) ; in castro Miliaco (1436) ; Milly en beauvais (1597) ; Milly Notre Dame et Milly Saint Hilaire (XVIIe) ; Milly-sur-Thérain (XIXe).

Le nom Milly a selon toutes vraisemblance une formation gallo-romaine. On trouve, entre 1315 et 1360, le nom Milliacus pour désigner Milly dans les ordonnances royales.
Le Thérain est une rivière française du bassin de la Seine. Il s'agit d'un affluent de rive droite de l'Oise qui coule dans les départements de Seine-Maritime et de l'Oise (régions Normandie et Hauts-de-France).

## Histoire

### Antiquité
Le 11 août 407, Dinault, enfant chrétien de 12 à 13 ans aurait été décapité par les Vandales près d'une fontaine entre Milly et Moimont.

### Moyen Âge
La première mention de Milly se trouve dans la Charte de Théodetrude de 627 par laquelle cette fille de Brodulf fait don de la villa de Migiachis dans le pagus beauvaisin à l'abbaye de Saint-Denis.
La forteresse n'est pas mentionnée avant le XIIe siècle.  Elle est rasée en 1442 par le comte d'Étampes, alors gouverneur de Picardie, pour mettre fin au brigandage des bandes de Pierre Regnault qui l'occupaient.
En août 1346, Édouard III d'Angleterre loge à Milly, en route pour la bataille de Crécy.

### Temps modernes
À la fin du XVe siècle, la seigneurie de Milly échoit à la famille de Boufflers, avant de passer au XVIIIe siècle à la famille de Saisseval puis à la famille de Crillon jusqu'à la Révolution française.

### Époque contemporaine
En 1843,  La Neuville-Vault, qui faisait partie de la commune constituée lors de la Révolution française, quitte Milly et prend son autonomie communale.
Le chemin de fer dessert le village depuis 1875, facilitant les déplacements et le développement économique à une époque où les déplacements motorisés n'existaient pas encore. 
De 1894 à 1935, la gare de Milly-sur-Thérain est également l'origine du chemin de fer de Milly-sur-Thérain à Formerie, une ligne de chemin de fer secondaire à voie métrique du réseau des chemins de fer départementaux de l'Oise exploitée pour le compte du département  par la compagnie des Chemins de fer de Milly à Formerie et de Noyon à Guiscard et à Lassigny puis, à partir de 1920, par la compagnie générale de voies ferrées d'intérêt local (CGL ou VFIL),.

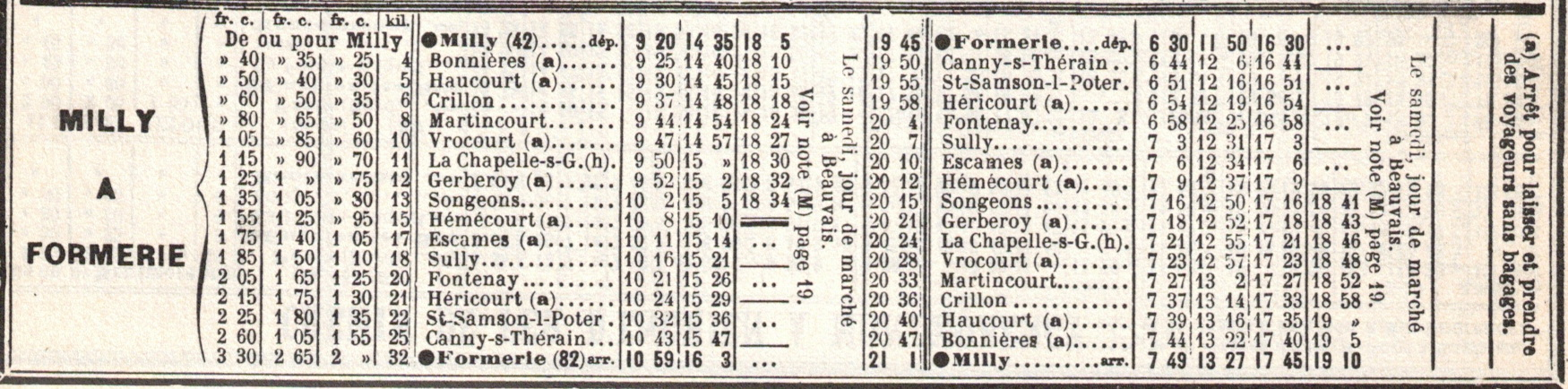
Horaires de la ligne Milly-Formerie en mai 1914.

## Politique et administration

### Rattachements administratifs et électoraux

#### Rattachements administratifs
La commune se trouve dans l'arrondissement de Beauvais du département de l'Oise.  
Elle faisait partie depuis 1802 du canton de Marseille-en-Beauvaisis. Dans le cadre du redécoupage cantonal de 2014 en France, cette circonscription administrative territoriale a disparu, et le canton n'est plus qu'une circonscription électorale.

#### Rattachements électoraux
Pour les élections départementales, la commune fait partie depuis 2014 du canton de Beauvais-1.
Pour l'élection des députés, elle fait partie de la première circonscription de l'Oise.

### Intercommunalité
La commune est membre de la communauté d'agglomération du Beauvaisis (CAB), un établissement public de coopération intercommunale (EPCI) à fiscalité propre créé en 2004 et auquel la commune avait transféré un certain nombre de ses compétences, dans les conditions déterminées par le code général des collectivités territoriales.

### Politique locale
À la suite de dissensions au sein du conseil municipal, menées notamment par l'ancien maire, Philippe Topin, plus du tiers des conseillers municipaux a démissionné fin 2016, entrainant l'organisation d'élections municipales partielles le  22 janvier 2017,,, au terme desquelles, la liste conduite par Christophe de l'Hamaide obtient la majorité des suffrages, par 55 % des voix contre 45 % pour la liste « Réunir » de Jean-Pierre Comparot. Celui-ci a été réélu au terme des élections municipales de 2020.

### Liste des maires
| Période                                  | Période                       | Identité                | Étiquette | Qualité                                                                                               |
| ---------------------------------------- | ----------------------------- | ----------------------- | --------- | --- |
| Les données manquantes sont à compléter. |                               |                         |           | |
| 1947                                     | 1962                          | Jacques Topin           |           | |
| 1962                                     | 1965                          | M. Galby                |           | |
| 1965                                     | mars 1973                     | Raymond Besse           | DVD       | industriel                                                                                            |
| 1973                                     | 1976                          | Jean-Claude Tréguer     | DVD       | Pisciculteur                                                                                          |
| 1977                                     | mars 2014,                    | Philippe Topin          | SE        | Instituteur spécialisé Vice-président de la CA du Beauvaisis (2008→ 2017)                             |
| mars 2014,                               | janvier 2017                  | Jean-Jacques Philippart |           | Cadre retraité de chez France Glace Mandat écourté par la démission d'une partie du conseil municipal |
| janvier 2017                             | En cours (au 5 décembre 2024) | Christophe de l'Hamaide |           | Responsable de la sécurité des systèmes d'information chez Saverglass Réélu pour le mandat 2020-2026  |

## Équipements et services publics

### Enseignement
En 2023, les écoles de la commune comptent 210 élèves dont 75 en maternelle répartis en neuf classes.
Compte tenu de la croissance régulière de sa population, la commune s'est dotée en 2023 d'une école maternelle de trois classes au lieu-dit Le Paradis,.

### Santé
Un pôle médical est installée dans l’ancienne maison paroissiale rachetée par la commune et abrite un médecin généraliste et des infirmières médicales.

## Population et société

### Démographie

#### Évolution démographique
L'évolution du nombre d'habitants est connue à travers les recensements de la population effectués dans la commune depuis 1793. Pour les communes de moins de 10 000 habitants, une enquête de recensement portant sur toute la population est réalisée tous les cinq ans, les populations de référence des années intermédiaires étant quant à elles estimées par interpolation ou extrapolation. Pour la commune, le premier recensement exhaustif entrant dans le cadre du nouveau dispositif a été réalisé en 2008.

En 2022, la commune comptait 1 878 habitants, en évolution de +13,2 % par rapport à 2016 (Oise : +0,87 %, France hors Mayotte : +2,11 %).
| 1793  | 1800  | 1806  | 1821  | 1831  | 1836  | 1841 | 1846 | 1851 |
| ----- | ----- | ----- | ----- | ----- | ----- | ---- | ---- | ---- |
| 1 050 | 1 025 | 1 083 | 1 064 | 1 078 | 1 044 | 849  | 857  | 866  |

| 1856 | 1861 | 1866 | 1872 | 1876 | 1881 | 1886 | 1891 | 1896 |
| ---- | ---- | ---- | ---- | ---- | ---- | ---- | ---- | ---- |
| 839  | 764  | 729  | 764  | 779  | 748  | 806  | 734  | 725  |

| 1901 | 1906 | 1911 | 1921 | 1926 | 1931 | 1936 | 1946 | 1954 |
| ---- | ---- | ---- | ---- | ---- | ---- | ---- | ---- | ---- |
| 680  | 735  | 846  | 824  | 840  | 838  | 801  | 820  | 820  |

| 1962 | 1968 | 1975  | 1982  | 1990  | 1999  | 2006  | 2008  | 2013  |
| ---- | ---- | ----- | ----- | ----- | ----- | ----- | ----- | ----- |
| 988  | 947  | 1 022 | 1 297 | 1 421 | 1 520 | 1 628 | 1 656 | 1 627 |

| 2018  | 2022  | - | - | - | - | - | - | - |
| ----- | ----- | - | - | - | - | - | - | - |
| 1 756 | 1 878 | - | - | - | - | - | - | - |

#### Pyramide des âges
La population de la commune est relativement jeune.
En 2018, le taux de personnes d'un âge inférieur à 30 ans s'élève à 35,1 %, soit en dessous de la moyenne départementale (37,3 %). À l'inverse, le taux de personnes d'âge supérieur à 60 ans est de 27,3 % la même année, alors qu'il est de 22,8 % au niveau départemental.
En 2018, la commune comptait 851 hommes pour 905 femmes, soit un taux de 51,54 % de femmes, légèrement supérieur au taux départemental (51,11 %).
Les pyramides des âges de la commune et du département s'établissent comme suit.
| Hommes | Classe d’âge | Femmes |
| ------ | ------------ | ------ |
| 0,4    | 90 ou +      | 1,2    |
| 7,1    | 75-89 ans    | 7,7    |
| 18,2   | 60-74 ans    | 20,0   |
| 20,2   | 45-59 ans    | 18,7   |
| 19,4   | 30-44 ans    | 17,0   |
| 16,5   | 15-29 ans    | 15,9   |
| 18,3   | 0-14 ans     | 19,4   |

| Hommes | Classe d’âge | Femmes |
| ------ | ------------ | ------ |
| 0,5    | 90 ou +      | 1,4    |
| 5,5    | 75-89 ans    | 7,6    |
| 15,6   | 60-74 ans    | 16,3   |
| 20,8   | 45-59 ans    | 20     |
| 19,4   | 30-44 ans    | 19,4   |
| 17,6   | 15-29 ans    | 16,2   |
| 20,6   | 0-14 ans     | 19,1   |

### Manifestations culturelles et festivités
La Fête des étangs est organisée depuis les années 1950 et a accueilli des vedettes telles qu' Yvette Horner, Annie Cordy et Charles Trenet. L'édition 2022 a eu lieu en août
Le comité des fêtes de la commune organise chaque automne une importante Fête du cidre en partenariat avec le cidrier local, les établissements Maeyaert. La 34e édition a eu lieu en octobre 2024,.
La troisième édition du Crazy Chopper Days, un rassemblement de motos avec de nombreuses animations organisé par l’Association Custom Family, a eu lieu fin août 2024.

### Cultes
Pour le culte catholique, les fidèles de Milly-sur-Thérain sont rattachés à la paroisse Sainte Marie-Madeleine en Beauvaisis.

## Économie
La commune est marquée par la présence d'un cidrier artisanal, les établissements Maeyaert, créés en 1952 par Gérard Maeyaert et repris en 2012 par la famille Rouquette. La cidrerie a obtenu plusieurs récompenses au concours général agricole, la dernière datant de 2017,,.

## Culture locale et patrimoine

### Lieux et monuments
- Église paroissiale Saint-Hilaire, dont le cgoeur date du XVe siècle, la nef et le clocher du XIXe siècle[59].
Elle contient un aigle-lutrin en bois assemblé, sculpté et ciré de style Louis XV du XVIIIe siècle[60] et une statue de saint Hilaire en bois sculpté en ronde-bosse du XVIe siècle[61].

- Moulin des Forges, au  hameau du Moulin des Forges, édifié sur un site d'un ancien moulin à battre le fer avec un haut fourneau du XVe siècle et près d'un moulin à foulon établi entre 1768 et 1784. L'installation a été construite ou modifiée en 1817 ; 1858 ; 1865 ; 1869 ; 1933[62].

- Moulin au lieu-dit Moismont, construit à l'époque révolutionnaire, transformé en scierie vers 1908. Victime d'un incendie en 1983, le moulin est complètement détruit. Seuls subsistent une partie du mur donnant sur la rivière ainsi que la roue hydraulique verticale[63].

- Moulin de Campdeville, 24 rue du Moulin à Camdeville, édifié sur une dérivation du Thérain. Il est l'un des quatre moulins à farine ayant appartenu à la seigneurie de Troissereux et semble dater de 1689. En 1894, l'activité industrielle est arrêtée et l'édifice est converti en logement[64].

- Moulin de Milly, 6 rue du Moulin au chef-lieu, situé à la confluence du Thérain et du Petit-Thérain, et dont le bâtiment actuel semble résulter de la  transformation du moulin à farine préexistant en minoterie opérée vers 1855. L'exploitation cesse en 1958 et le site est transformé en installation piscicole en 1968[65].

- La briqueterie du Courroy, sur l'ex-RN 1, au hameau du Courroy, qui semble dater de 1823 et cesse son activité en 1944 et est désormais utilisée pour des fonctions agricoles. Les deux fours carrés, permettaient de cuire 110 000 et 75 000 briques[66].

- Cabanons de pêche, aux étangs[67].

### Personnalités liées à la commune
- Dinault ou  Donoald, saint catholique romain qui vécut à la fin du IVe siècle et au début du Ve siècle, martyrisé par les Vandales à Milly-sur-Thérain[68].

- Louis François de Boufflers (1644-1711), militaire français élevé à la dignité de maréchal de France en 1693, puis fait duc et pair de France en 1708, est seigneur de Milly-sur-Thérain.

## Pour approfondir